# Station Calais-Fréthun
Station Calais-Fréthun is een spoorwegstation in de Franse gemeente Fréthun.
Dit station ligt in de buurt van de stad Calais, en is een van de drie stations van de stad. 
De Eurostar-treinen naar Londen stopten tot maart 2020 in het station Calais-Fréthun. Na de coronacrisis werd deze bediening voor onbepaalde duur niet meer herstart (status 2022), net zoals die van de stations Ashford en Ebbsfleet International in het Verenigd Koninkrijk. Voor reizigers zonder voertuig is dit de enige manier om vanuit Calais door de Kanaaltunnel te reizen, aangezien ze niet mee mogen op de Eurotunnel Shuttle.